# Gerhard Steffen
Gerhard Steffen (ur. 17 kwietnia 1927 w Braniewie, zm. 18 marca 2012 w Oberursel) – Warmiak, działacz społecznik, inicjator i organizator kontaktów pomiędzy przed- i powojennymi mieszkańcami Braniewa, drugi fundator kościoła św. Małgorzaty w Pierzchałach, Honorowy Obywatel Miasta Braniewa.

## Życiorys

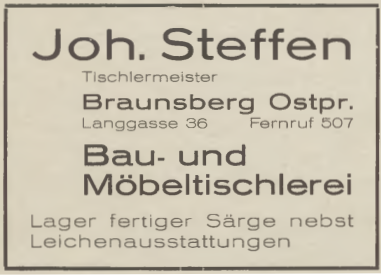
Reklama zakładu stolarskiego ojca Gerharda Steffena (1932)

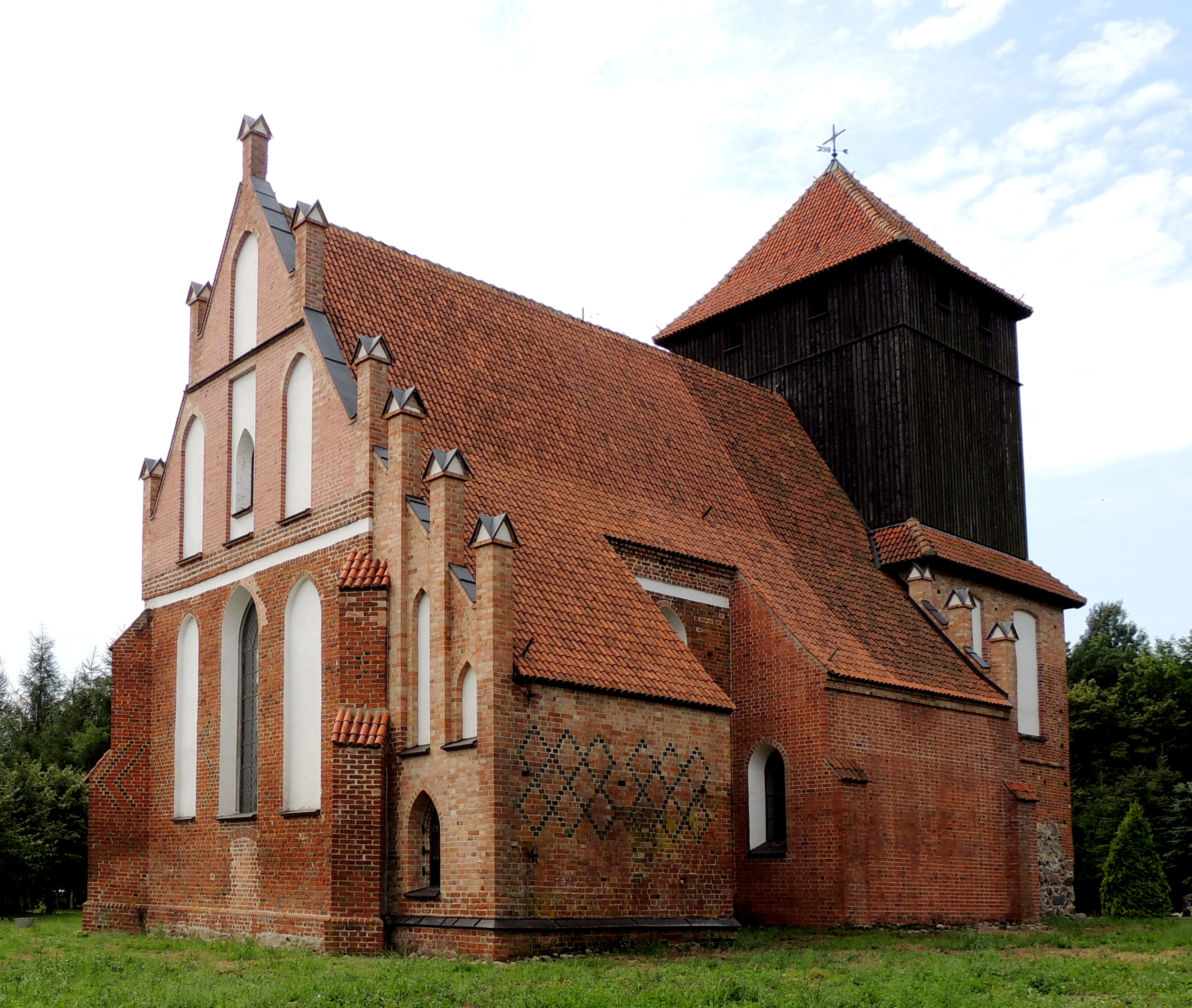
Kościół w Pierzchałach odbudowany jego staraniem

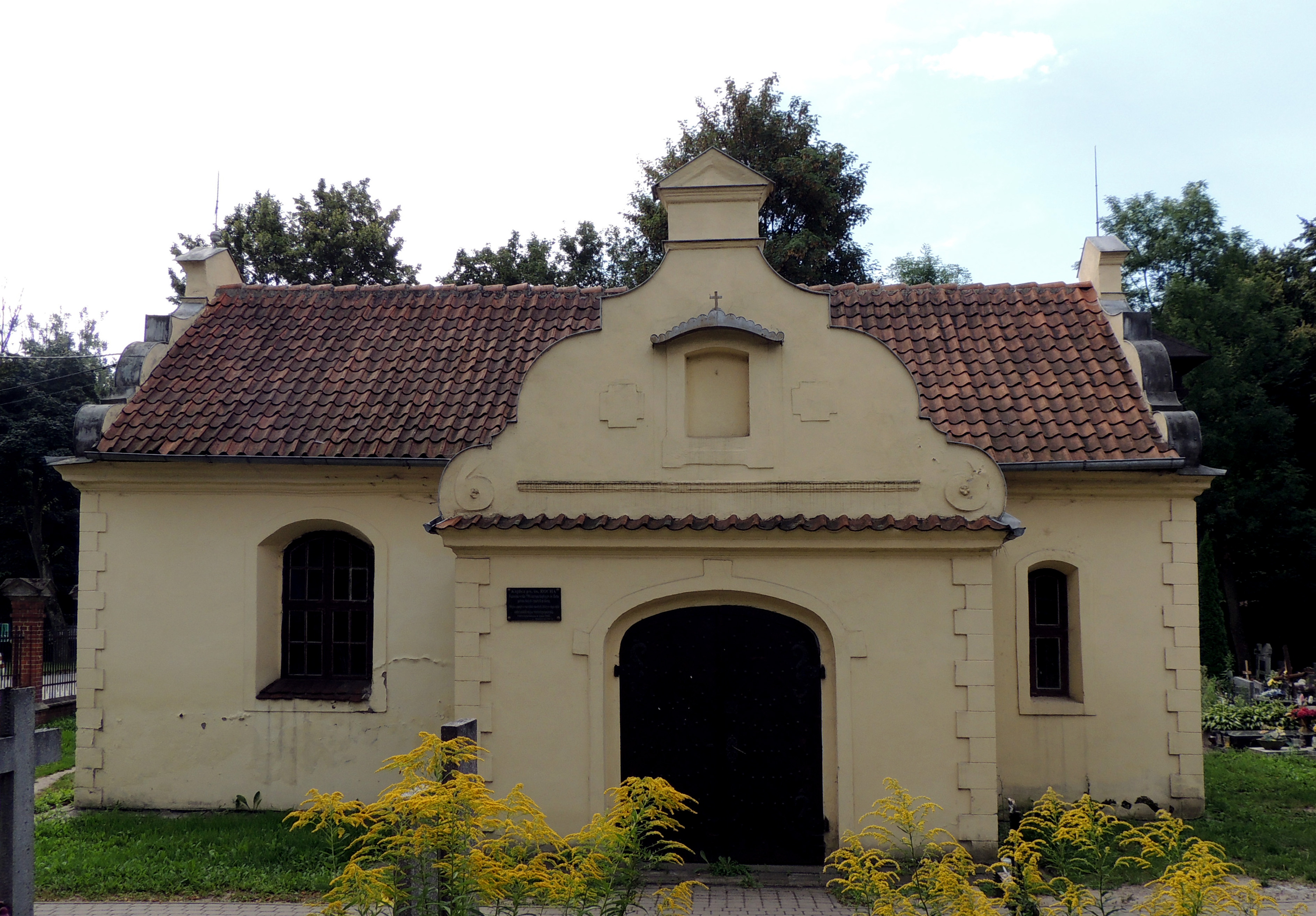
Kaplica św. Rocha w Braniewie

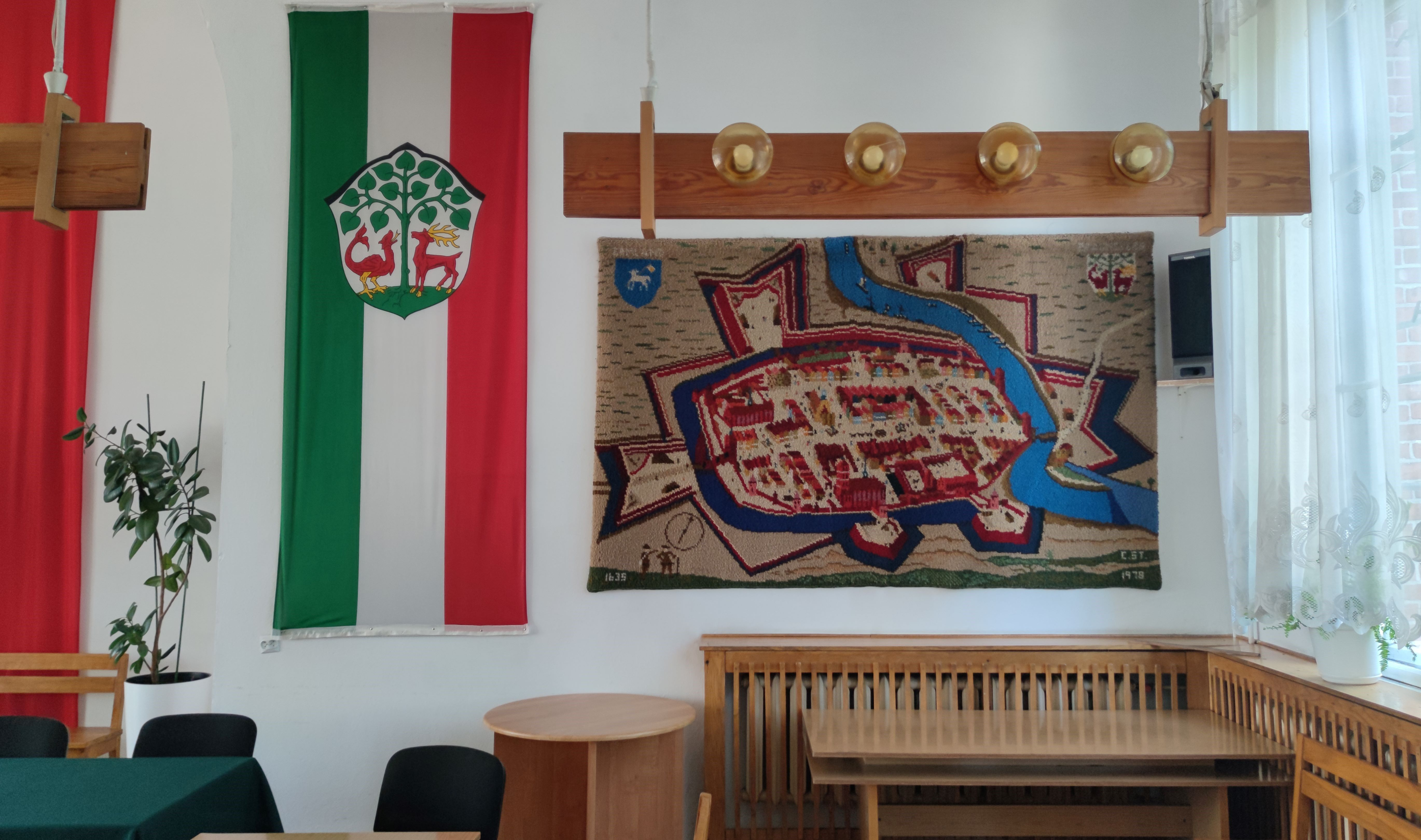
Dywan z planem Braniewa wykonany przez Edith Steffen (w sali posiedzeń UM)

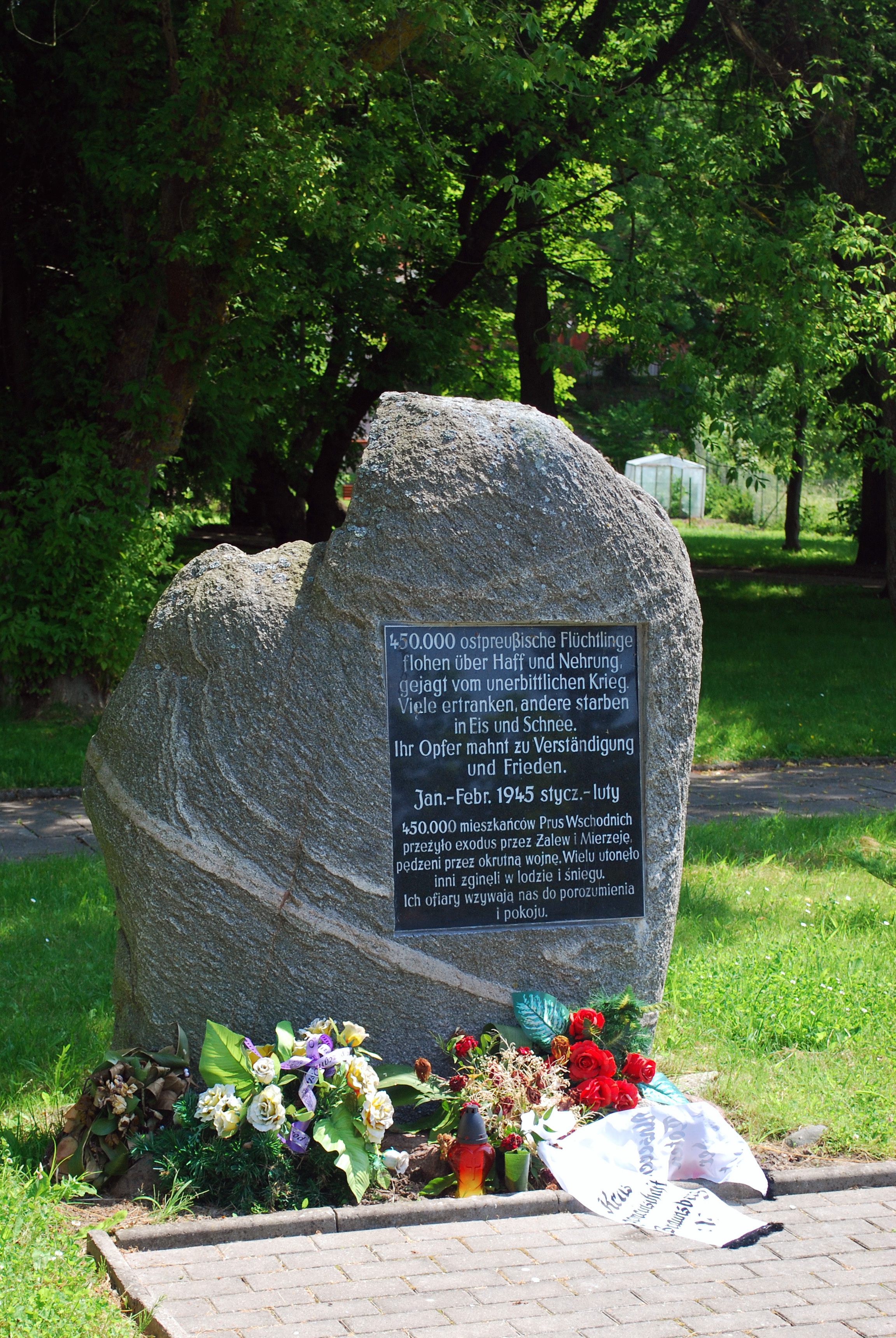
Kamień pamięci ofiar 1945 roku, odsłonięty w 2001 m.in. staraniem Gerharda Steffena

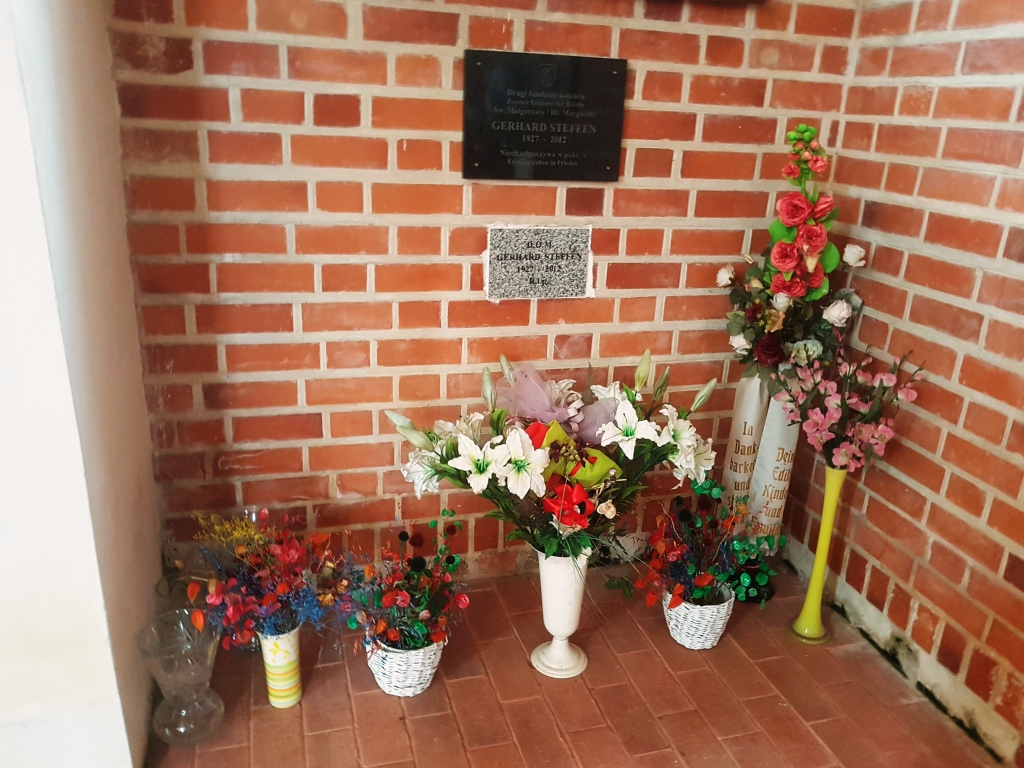
Miejsce spoczynku Gerharda Steffena w kościele w Pierzchałach

Gerhard Steffen urodził się 17 kwietnia 1927 roku w Braniewie w rodzinie Johanna (1894–1971) i Elisabeth z d. Paschau (1895–1946). Oboje rodzice również urodzili się w Braniewie. Ojciec był z zawodu mistrzem stolarskim i posiadał własny zakład stolarski. Gerhard miał jeszcze trzy starsze siostry i jednego młodszego brata. Uczył się w katolickiej szkole dla chłopców „Hindenburgschule” przy Schulstraße 1, następnie w miejscowym gimnazjum, wówczas o nazwie Hermann-von-Salza-Schule. Od 1934 roku był ministrantem w kościele św. Katarzyny w Braniewie, w pobliżu którego znajdował się ich dom (przy Langgasse 36, obecnie Gdańska), śpiewał też w kościelnym chórze. Pod koniec wojny, mimo młodego wieku, został powołany do wojska jako pomocnik w obronie przeciwlotniczej (Flakhelfer), został ranny i trafił do niewoli sowieckiej. W 1948 schorowany i wynędzniały powrócił do rodziny, która – opuściwszy Braniewo – znalazła tymczasowe schronienie w Dolnej Saksonii. Po ukończeniu szkoły (matura 1950) i krótkim okresie studiów podjął pracę jako urzędnik na poczcie (od 1951 do 1985). Przez 16 lat był również ławnikiem sądowym.
Po wojnie Gerhard Steffen 58 razy powracał do rodzinnego Braniewa. Od 1992 zorganizował dostawy lekarstw do Braniewa, transport 500 książek do biblioteki miejskiej w Braniewie oraz do tutejszego zamiejscowego ośrodka dydaktycznego Uniwersytetu Warmińsko-Mazurskiego, wzbogacił również archiwum braniewskiego domu prowincjonalnego katarzynek (jedna z jego córek wstąpiła również do klasztoru katarzynek w Münster). Z jego inicjatywy został 26 maja 2001 we Fromborku odsłonięty kamień pamiątkowy, przypominający o tragedii mieszkańców Prus Wschodnich, którzy zimą 1945 zginęli w Zalewie Wiślanym, uciekając przed wojskami Armii Czerwonej. Również jego trosce Braniewo zawdzięcza renowację w 2005 roku niszczejącej, zabytkowej kaplicy św. Rocha. Największą zasługą Steffena jest jednak odbudowanie z ruin jednego z najstarszych kościołów Warmii, kościoła św. Małgorzaty w Pierzchałach, w którym po śmierci został pochowany.
14 czerwca 2006 roku został mu przyznany przez Radę Miasta Braniewa jednogłośnie tytuł Honorowego Obywatela Miasta Braniewa.
Zmarł 18 marca 2012 w Oberusel. Pochowany został zgodnie ze swoją wolą w Polsce, w kościele św. Małgorzaty w Pierzchałach, w dniu 3 kwietnia 2012 roku. W pogrzebie pod przewodnictwem arcybiskupa seniora Edmunda Piszcza, arcybiskupa warmińskiego Wojciecha Ziemby oraz pięciu księży diecezjalnych uczestniczyli włodarze miasta, siostry katarzynki z miejscowego domu prowincjonalnego oraz liczni mieszkańcy i przyjaciele.

## Życie prywatne
W 1952 wstąpił w związek małżeński z Edith z d. Oppermann (1929–2016). Mieli czwórkę dzieci: Angela (M. Armanda CSC), Regina, Hildegard i Bernhard.

## Odznaczenia
- Order Zasługi Republiki Federalnej Niemiec
- Order Świętego Sylwestra (2007)[12]
- Order św. Andrzeja (1999)[7]
- Honorowy Obywatel Miasta Braniewa